# گاس شیلینگ
گاس شیلینگ (انگلیسی: Gus Schilling؛ ۲۰ ژوئن ۱۹۰۸ – ۱۶ ژوئن ۱۹۵۷) یک هنرپیشه اهل ایالات متحده آمریکا بود.
از فیلم‌ها یا برنامه‌های تلویزیونی که وی در آن نقش داشته است می‌توان به همشهری کین، بانویی از شانگهای، هر دقیقه یک نفر به دنیا می‌آید اشاره کرد.